# Leucophyllum
Genre
Classification APG III (2009)
Leucophyllum est un genre de plantes herbacées de la famille des Scrofulariacées.

## Liste d'espèces
Selon la Liste des Plantes et ITIS, le genre contient les espèces suivantes :
- Leucophyllum alejandrae G.L. Nesom
- Leucophyllum ambiguum Bonpl.
- Leucophyllum candidum I.M. Johnston
- Leucophyllum flyrii B.L. Turner
- Leucophyllum frutescens (Berl.) I.M. Johnston
- Leucophyllum hintoniorum G.L. Nesom
- Leucophyllum laevigatum Standl.
- Leucophyllum langmaniae Flyr
- Leucophyllum minus Gray
- Leucophyllum mojinense Henrickson & T. Van Devender
- Leucophyllum pringlei (Greenm.) Standl.
- Leucophyllum pruinosum I.M. Johnst.
- Leucophyllum revolutum Rzed.
- Leucophyllum ultramonticola Flyr
- Leucophyllum zygophyllum I.M. Johnston